# Уряд Ефіопії
Уряд Ефіопії — вищий орган виконавчої влади Ефіопії.

## Голова уряду
- Прем'єр-міністр — Гайле Мар'ям Десалень (англ. Hailemariam Desalegn).
- Віце-прем'єр-міністр — Демеке Меконнен Хассен (англ. Demeke Mekonnen Hassen).
- Віце-прем'єр-міністр — Естер Мамо (англ. Aster Mamo).
- Віце-прем'єр-міністр — Дебретсіон Гебре-Майкл (англ. Debretsion Gebre-Michael).

## Кабінет міністрів
Склад чинного уряду подано станом на 8 лютого 2016 року.
| Логотип | Міністерство                                                        | Міністр                                                    | Фото | Час на посаді | Час на посаді | Партія | Партія | Вебсайт |
| ------- | ------------------------------------------------------------------- | ---------------------------------------------------------- | ---- | ------------- | ------------- | ------ | ------ | ------- |
|         | Міністерство будівництва                                            | Амбачеу Меконнен (Ambachew Mekonnen)                       |      |               |               |        |        |         |
|         | Міністерство вод, іригації та енергетики                            | Мотума Мекаса (Motuma Mekasa)                              |      |               |               |        |        |         |
|         | Міністерство гірництва, нафти й природного газу                     | Толеса Шагі (Tolesa Shagi)                                 |      |               |               |        |        |         |
|         | Міністерство державних підприємств                                  | Деміту Хамбіса (Demitu Hambisa)                            |      |               |               |        |        |         |
|         | Міністерство державної служби і розвитку людських ресурсів          | Естер Мамо (Aster Mamo)                                    |      |               |               |        |        |         |
|         | Міністерство доходів і мита                                         | Бекір Шале (Bekir Shale)                                   |      |               |               |        |        |         |
|         | Міністерство екології, лісорозведення і кліматичних змін            | Шифероу Теклемеріам (Shiferaw Teklemariam)                 |      |               |               |        |        |         |
|         | Міністерство зв'язку та інформаційних технологій                    | Дебретсіон Гебре-Майкл (Debretsion Gebre-Michael)          |      |               |               |        |        |         |
|         | Міністерство закордонних справ                                      | Теводрос Адхамон Гхебреєсус (Tewodros Adhanom Ghebreyesus) |      |               |               |        |        |         |
|         | Міністерство культури і туризму                                     | Аїша Мохаммед Муса (Ayisha Mohammed Musa)                  |      |               |               |        |        |         |
|         | Міністерство молоді та спорту                                       | Редван Хуссейн (Redwan Hussein)                            |      |               |               |        |        |         |
|         | Міністерство міського розвитку і житлово-комунального господарства  | Мекуріа Хайле (Mekuria Haile)                              |      |               |               |        |        |         |
|         | Міністерство науки і технології                                     | Абіу Ахмед (Abiy Ahmed)                                    |      |               |               |        |        |         |
|         | Міністерство оборони                                                | Сірадж Фегесса Шеріффа (Siraj Fegessa Shereffa)            |      |               |               |        |        |         |
|         | Міністерство освіти                                                 | Шифероу Шигуте (Shiferaw Shigute)                          |      |               |               |        |        |         |
|         | Міністерство охорони здоров'я                                       | Кесете-Берхан Адмасу (Kesete-Berhan Admasu)                |      |               |               |        |        |         |
|         | Міністерство праці та соціального забезпечення                      | Абдулфатах Абдуллахі (Abdulfatah Abdullahi)                |      |               |               |        |        |         |
|         | Міністерство промисловості                                          | Ахмед Абітью (Ahmed Abitew)                                |      |               |               |        |        |         |
|         | Міністерство сільського господарства та розвитку природних ресурсів | Тефера Деріб'ю (Tefera Deribew)                            |      |               |               |        |        |         |
|         | Міністерство тваринництва та рибних ресурсів                        | Сілеші Гетахун (Sileshi Getahun)                           |      |               |               |        |        |         |
|         | Міністерство торгівлі                                               | Якоб Яла (Yacob Yala)                                      |      |               |               |        |        |         |
|         | Міністерство транспорту                                             | Воркнех Гебеєху (Workneh Gebeyehu)                         |      |               |               |        |        |         |
|         | Міністерство у справах жінок та дітей                               | Зенебу Тадессе (Zenebu Tadesse)                            |      |               |               |        |        |         |
|         | Міністерство федеральних справ і розвитку сільських регіонів        | Касса Теклеберхан (Kassa Tekleberhan)                      |      |               |               |        |        |         |
|         | Міністерство фінансів і економічного розвитку                       | Абдулазіз Мохаммед (Abdulaziz Mohammed)                    |      |               |               |        |        |         |
|         | Міністерство юстиції                                                | Гетачеу Амбає (Getachew Ambaye)                            |      |               |               |        |        |         |
|         | Міністерство Кабінету міністрів                                     | Алемаєху Тегену (Alemayehu Tegenu)                         |      |               |               |        |        |         |